# Ra'Shad James
Ra'Shad James (White Plains, 26 gennaio 1990) è un cestista statunitense.

## Carriera

### Professionista
Dal 2013 al 2015 ha giocato in NBDL con i Reno Bighorns; ha partecipato alla gara delle schiacciate dell'All Star Game NBDL del 2014. Ha chiuso la sua prima stagione in NBDL con 47 partite giocate (3 delle quali partendo in quintetto base) a 16,6 minuti a partita, con medie di 7,6 punti, 2,3 rimbalzi ed 1,7 assist a partita. Ha inoltre giocato 2 partite nei playoff NBDL, nelle quali ha segnato complessivi 15 punti. Dopo aver vinto la Summer League di Las Vegas con i Sacramento Kings, nella stagione 2014-2015 gioca nuovamente in NBDL con i Bighorns; in questa stagione gioca 46 partite e chiude con 20,8 punti 4,8 rimbalzi e 3,4 assist in 28,7 minuti di media a partita.
Gioca la Summer League del 2015 con i Portland Trail Blazers, per poi trascorrere la stagione 2015-2016 fra Corea del Sud e Polonia (con l'AZS Koszalin).

## Palmarès
- Campionato croato: 1

Cedevita Zagabria: 2016-17
- Coppa di Croazia: 1

Cedevita Zagabria: 2017